# Suctobelbella neonominata
Suctobelbella neonominata är en kvalsterart som beskrevs av Subías 2004. Suctobelbella neonominata ingår i släktet Suctobelbella och familjen Suctobelbidae. Inga underarter finns listade i Catalogue of Life.